# 佛羅里達 (紐約州奧蘭治縣)
佛羅里達（英語：Florida）是位於美國紐約州奧蘭治縣的村，根据 2020 年人口普查，人口为 3,049 人。它是波基普西 - 纽堡大都会统计区的一部分，也是更大的纽约 - 纽瓦克 - 布里奇波特 （纽约-新泽西州- 康涅狄格州 - 宾夕法尼亚州） 联合统计区的一部分 。该村庄位于沃威克镇，北部有两个小部分位于戈申镇。佛罗里达位于 17A 号公路和 94 号公路的交汇处。
佛罗里达州有自己的学区，称为佛罗里达联合自由学区 。该学区由金山小学和 SS Seward 学院组成。SS Seward 学院的吉祥物是斯巴达战士。现任市长是小丹尼尔·哈特（Daniel Harter Jr.），于 2018 年 3 月当选。

## 人口
根據2020年美國人口普查的數據，佛羅里達的面積為5.84平方千米，當中陸地面積為5.83平方千米，而水域面積為0.01平方千米。當地共有人口2888人，而人口密度為每平方千米495人。